# Peebles, Skottland
Peebles är en ort i Storbritannien.   Den ligger i kommunen Scottish Borders och riksdelen Skottland, i den centrala delen av landet, 500 km norr om huvudstaden London. Peebles ligger 170 meter över havet och antalet invånare är 8 403.
Terrängen runt Peebles är huvudsakligen lite kuperad. Peebles ligger nere i en dal. Runt Peebles är det ganska tätbefolkat, med 83 invånare per kvadratkilometer. Peebles är det största samhället i trakten. Trakten runt Peebles består i huvudsak av gräsmarker.